# Liste der Monuments historiques in Villeneuve-sous-Dammartin
Die Liste der Monuments historiques in Villeneuve-sous-Dammartin führt die Monuments historiques in der französischen Gemeinde Villeneuve-sous-Dammartin auf.

## Liste der Objekte
| Bezeichnung                                                               | Beschreibung | Standort                                                       | Kennzeichnung | Schutzstatus | Datum | Bild |
| ------------------------------------------------------------------------- | --- | -------------------------------------------------------------- | ------------- | ------------ | ----- | ---- |
| Grabplatte für Laurent Boucheron († 1680) und seine Frau Nicole Papellart | Aus Stein mit den eingravierten Bildnissen der Verstorbenen, aus dem 17. Jahrhundert.                                          | Im Boden des Mittelschiffs der Kirche St-Pierre-St-Paul (Lage) | PM77001853    | Classé       | 1906  |      |
| Grabplatte für Jean de Boullongne († 1621)                                | Aus Stein mit dem eingravierten Bildnis des Verstorbenen, aus dem 17. Jahrhundert.                                             | Im Boden des Mittelschiffs der Kirche St-Pierre-St-Paul (Lage) | PM77001852    | Classé       | 1906  |      |
| Grabplatte für Charles Guillart († 1573), Bischof                         | Stein, 16. Jahrhundert | In der Kirche St-Pierre-St-Paul (Lage)                         | PM77001851    | Classé       | 1905  |      |
| Skulptur Christus in Fesseln                                              | Holzskulptur des leidenden Christus. Bezeichnet mit 1655.                                                                      | In der Kirche St-Pierre-St-Paul (Lage)                         | PM77001854    | Classé       | 1972  |      |
| Lehnstuhl                                                                 | Ein Medaillonsessel aus der Zeit Ludwigs XVI. dient als Sitzgelegenheit für einen Zelebranten. Hergestellt im 18. Jahrhundert. | Im Chor der Kirche St-Pierre-St-Paul (Lage)                    | PM77001855    | Classé       | 1975  |      |